# Stefaan Top
Stefaan Top (Langemark, 17 april 1941) is een Belgisch volkskundige en was hoogleraar aan de Katholieke Universiteit Leuven.

## Levensloop
Stefaan Top is een zoon van Eugeen Top, drukker die de nv Vonksteen in Langemark leidde, waar vooral publicaties van Vlaamsgezinde auteurs van de persen kwamen. Hij is getrouwd met Chris Corneillie en heeft drie kinderen.
Hij volbracht de Latijn-Griekse humaniora aan het Vincentiuscollege in Ieper (1954-1960) en studeerde vervolgens Germaanse filologie aan de Katholieke Universiteit Leuven (1960-1964). Hij promoveerde tot doctor in de wijsbegeerte en letteren met zijn thesis gewijd aan de bende van Bakelandt (1974).
Zijn curriculum:
- Leraar Germaanse talen aan het Bisschoppelijk Lyceum O.-L.-Vrouw ter Nieuwe Plant (Ieper) (1964-1967).
- Ruilbeursstudent Universiteit Bonn (1967-1968).
- Navorsingsstagiair Nationaal Fonds voor Wetenschappelijk Onderzoek (NFWO) (1968-1969).
- Assistent KU Leuven (1969-1975).
- Leraar Provinciale Normaalschool Hasselt (1975-1978).
- Deeltijds docent KU Leuven (1975-1979), in opvolging van em. prof. dr. K.C. Peeters.
- Werkleider KU Leuven (1979-1992).
- Hoofddocent KU Leuven (1992-2002).
- Hoogleraar KU Leuven (2002-2006).
- Bijzonder gasthoogleraar KU Leuven (2006-2011).

Zijn onderzoeksgebieden: het volkslied, het volksverhaal, de feestcultuur, de zeden en gebruiken, de volksgeneeskunde, de geschiedenis en theorie van de volkskunde.
Toen hij in 2006 op emeritaat ging, oordeelde de universiteit dat omwille van besparingen de 'Volkskunde' als vak zou worden afgeschaft. Om dit te beletten bleef Top nog tot in 2011 doceren als 'bijzonder gasthoogleraar'. Om de verdwijning van het vak te verhinderen argumenteerde hij dat jaarlijks meer dan zeventig studenten het keuzevak volgden, dat op dertig jaar tijd meer dan 360 licentiaatsverhandelingen en drie doctoraten (Dirk Callewaert, Marcel Van den Berg en Katrien Van Effelterre) aan volkskundige thema's waren gewijd, dat Leuven de enige Vlaamse universiteit was die dit vak op volwaardige wijze aanbood, dat de bijeengebrachte kennis, het onderzoekswerk en de documentatie aanzienlijk waren, dat de reputatie van de afdeling internationaal was. Dit alles hielp niet en het vakgebied werd afgeschaft op een ogenblik dat de andere universiteiten in de lage landen er aandacht aan schonken.
Top was vooral actief in het onderzoek van Vlaamse sagen, andere Vlaamse volksverhalen en dito liederen. Aan de hand van licentiaatsverhandelingen zorgde K.C. Peeters voor het grootste gedeelte van de verzameling, Stefaan Top vervolledigde de collectie die nu meer dan vijftigduizend items omvat. De sagen werden gecatalogeerd, geanalyseerd, wetenschappelijk onderzocht en gepubliceerd, zowel digitaal (www.volksverhalenbank.be) als in boekvorm.

## Activiteiten
- Lid van de Koninklijke Belgische Commissie voor Volkskunde (KBCV) vanaf 1971 tot 1999. De KBCV werd in 2000 vervangen door het Centrum voor Vlaamse Volkscultuur (VCV) met Top als eerste voorzitter. In 2007 werd het VCV vervangen door FARO - Vlaams steunpunt voor cultureel erfgoed met Top als voorzitter Raad van Bestuur.
- Oprichter en eerste voorzitter van de Leuvense Vereniging voor Volkskunde (1982-1992) en uitgever van het jaarboek Ethnologia Flandrica (1985-1994). Van 1985 tot 2007 lid van de redactie. Eindredactie van 1985 tot 2001 en vanaf 2001 tot 2007 met Paul Catteeuw.
- Voorzitter van de Stuurgroep Volkskunde van het Postuniversitair Centrum Limburg (Diepenbeek) en vervolgens van het Interlimburgs Volkskundig Samenwerkingsverband (IVOS) van 2002 tot 2006.
- Hoofdman van de Bond van de Westvlaamse Volkskundigen (1983-1997) en hoofdredacteur van 't Beertje – Volkskundige almanak (1985-1997).
- In opvolging van prof. dr. Rolf Wilhelm Brednich, voorzitter van de Kommission für Volksdichtung, een werkgroep die ressorteert onder de Société Internationale d’Ethnologie et de Folklore (SIEF) (1985-2000).
- Visiting professor van de Pieter Bruegel Chair aan de University of Pennsylvania (Philadelphia) (1987).
- Directeur van het Limburgs Volkskundig Centrum in Limbricht (Sittard, Ned.-Limburg) (1988-1993).
- Lid van de Begeleidingscommissie Volkskunde van de Stichting Brabants Heem (Noord-Brabant/NL.) (1988-1995).
- Lid (1989-1990) en voorzitter (1991-2006) van de Werkgroep Volkscultuur (1989-2006) van het Algemeen Nederlands Congres en voorzitter (1991-2016)
- Eerste voorzitter van de vzw Federatie voor Volkskunde in Vlaanderen (FVV) (1992-2016 ), een koepelorganisatie bestaande uit: Bond van de Westvlaamse Volkskundigen, Hoge Gilderaad der Kempen, Koninklijke Bond der Oostvlaamse Volkskundigen, Leuvense Vereniging voor Volkskunde en Limburgs Volkskundig Genootschap. Vereniging hernoemd tot FVV Volkskunde Vlaanderen (2004) en tot LECA, Landelijk Expertisecentrum voor Cultuur van Alledag (2012).
- Verantwoordelijk uitgever van het driemaandelijks mededelingenblad Volkskundige Kroniek (1992-2002).
- Gastprofessor aan de universiteit van Insbruck in 1989 en 1991 als vervanger van prof. dr. Leander Petzoldt.
- Gastprofessor aan de universiteit van Bonn in 1990, 1994 en 1996 als vervanger van prof. dr. Heinz L. Cox.
- Bestuurslid van de Märchen-Stiftung Walter Kahn (2006-2012).
- Ondervoorzitter van Reuzen in Vlaanderen (2010-2016).

## Diverse activiteiten
- Organisator van 3 tentoonstellingen in het Erasmushuis (faculteit Letteren) KU Leuven: Marktzangers in Vlaanderen (1985), Koekeloerehaan – De haan in de volkscultuur (1992) en Volksgebruiken i.v.m. dood en begrafenis in Vlaams-Brabant (1994).
- Redactielid van het tijdschrift Volkskunde (1972-2019) en eindredacteur (2012-2019).
- Vanaf 1976 tot 2019 bestuurslid van het Centrum voor Studie en Documentatie vzw, uitgever van Volkskunde.
- Redactielid van De Brabantse Folklore – De Brabantse Folklore en Geschiedenis (1984-1996).
- Wetenschappelijke uitgever van Ethnologia Flandrica – Jaarboek van de Leuvense Vereniging voor Volkskunde (1985-1994) en redactielid (1994-2007).
- Wetenschappelijke uitgever van de Nederlandse Volkskundige Bibliografie (1977-1998).
- Medewerking aan binnen- en buitenlandse uitgaven:
  - Enzyklopädie des Märchens.
  - Internationale Volkskundliche Bibliographie (vanaf 1973).
  - Jahresbibliographie der Volksballadenforschung (vanaf 1975).
  - Nederlandse Volkskundige Bibliografie (vanaf 1977).
  - Nationaal Biografisch Woordenboek.
- Medewerking aan films over:
  - De bende van Bakelandt (1981).
  - Meen Van Eycken, een biografie in liederen (1981).
  - Sint-Hubertusfeesten in Beauvoorde (1982).
  - Griekse huwelijksgebruiken in Houthalen (1982).
  - Leuvense Internationale Folklorefeesten (1983).
  - Kinderspiele an Rhein und Maas (1993/1997).
- Medewerking aan radio- en tv-programma's over: de bende van Bakelandt, Allerheiligen-Allerzielen, moppen, huwelijksgebruiken, marktzangers.

## Publicaties
- De bende van Bakelandt in de geschiedenis, de literatuur, het volkslied en het volksverhaal, t. I, Lodewijk Bakelandt en zijn bende, Handzame, Familia et Patria, 1983.
- De bende van Bakelandt historisch en volkscultureel doorgelicht: een voorbeeld van wisselwerking tussen orale en geschreven overlevering, in: Gyssels K., Pelckmans P. (Eds.), Echo's op schrift: literatuur en oraliteit, Antwerpen: Vlaamse vereniging voor algemene en vergelijkende literatuurwetenschap, 1998.
- Muzikale volkscultuur in de wereld van de sport, in: Ethnologia Flandrica, jaarboek van de Leuvense vereniging voor volkskunde, 1998.
- Feesten als cultureel erfgoed, in:. Volkskunde, tijdschrift voor de studie van het volksleven, 1998.
- Les collectes de chants populaires en Belgique et aux Pays-Bas au XIXe siècle, in: Postic F. (Eds.), La Bretagne et la littérature orale en Europe, Mellac-Brest, Centre de recherche bretonne et celtique, 1999.
- Muzikale volkscultuur van spelende kinderen in Vlaanderen, in: Neerlandia, algemeen-Nederlands tijdschrift, 1999.
- Het varken in de volkscultuur, in: Academie voor streekgebonden gastronomie Antwerpen, Mededelingsblad en verzamelde opstellen, 1999.
- Beschouwingen omtrent volkscultuur en volkskunde, in: Neerlandia, algemeen-Nederlands tijdschrift, 1999.
- Tussen volk en elite: F.A. Snellaert (1809-1872) en de Vlaamse volksliedstudie, in: Volkskunde, driemaandelijks tijdschrift voor de studie van het volksleven, 1999.
- Een Vlaamse volksverhalenbank in uitvoering: het project 'Op verhaal komen', in: Mores, tijdschrift voor volkscultuur in Vlaanderen, 2002.
- Van Folklore (J. Gessler) naar Volkskunde (K. C. Peeters): een onverkwikkelijke geschiedenis aan de Leuvense Alma mater (1937-1959), in: Volkskunde, 2003.
- Vlaamse volksverhalenbank [online], Leuven, KU Leuven Faculteit Letteren, 2003.
- Heb je dat gezien? Het dagelijks leven in het arrondissement Leuven in de 20e eeuw in bewegend beeld: catalogus van film- en videomateriaal, Leuven, Leuvense vereniging voor volkskunde, 2003.
- Ballads and diversity: perspectives on gender, ethos, power and play, Trier, Wissenschaftlicher Verlag, 2004.
- The collecting of popular songs in Belgium and the Netherlands in the nineteenth century, in: Ballads and diversity: perspectives on gender, ethos, power and play, Ed. Isabelle Peere en Stefaan Top, Trier, Wissenschaftlicher Verlag, 2004.
- Wat hoort men nu in dorpen en steden? Horror, sensatie en belering in het Vlaamse moordlied, in: Kabaal! Feest en strijd in de Nederlandse literatuur, Elke Brems e.a., Leuven, Peeters, 2004.
- Het markeren van belangrijke levensmomenten, in: Familieleven, tentoonstellingsproject Kempische museumroute, Lommel, Museum Kempenland, 2004.
- Limburgs sagenboek, Leuven, Davidsfonds, 2004.
- Vlaams-Brabants sagenboek, Leuven, Davidsfonds, 2005.
- West-Vlaams sagenboek, Leuven, Davidsfonds, 2005.
- Oost-Vlaams sagenboek, Leuven, Davidsfonds, 2006.
- Sagen uit de provincie Antwerpen, Leuven, Davidsfonds, 2007.
- Moderne sagen en geruchten uit Vlaanderen, Leuven, Davidsfonds, 2008.
- Tradities in beweging in Vlaanderen en Zuid-Nederland, Tielt, Lannoo, 2015.

## Eerbetuigingen
- ‘Honorary member’ van de Belgian-American Club of Texas (San Antonio) (1984).
- Corresponderend lid van Finnish Literature Society (Helsinki) (1982).
- Corresponderend lid van Verein für Volkskunde (Wenen) (1990).
- Full Member of the Folklore Fellows (Turku/Finland) (1992).
- Full Member of the Folklore Fellows International (Helsinki) (1992).
- Ridder van ’t Manneke uit de Mane (1994).
- Rheinlandtaler Landschaftsverband Rheinland (1996).
- Prijs "Doctor Ludorum Causa 1997" van Speelgoedmuseum Vlaanderen (Mechelen).
- Doctor Humoris Causa van de Eerste Brugse Karnavalvereniging "De Totetrekkersgarde" (1997).
- Ereburger van Langemark (2007).
- Academie voor de Streekgebonden Gastronomie – Eremerk Thomas vander Noot (1997).
- Lid Europeadesenaat (2004).
- Erelid Rheinische Vereinigung für Volkskunde (Bonn) (2006).
- Laureaat Gulden Spoor voor Culturele Uitstraling van de Beweging Vlaanderen – Europa (2010).
- Erecommandeur reuzengilde van Bolderberg (2011).
- Lid van De Orde van Sefa (Beselare) (2013).
- Europäischer Märchenpreis van de Märchen-Stiftung Walter Kahn (2014). Deze prijs wordt sinds 1986 uitgereikt aan personen of organisaties die een opmerkelijke bijdrage hebben geleverd aan het onderzoek naar en de ontsluiting van het Europese sprookjes- en sagenerfgoed. De jury verklaarde onder de indruk te zijn van het omvangrijke wetenschappelijke oeuvre van Stefaan Top op het gebied van sprookjes, sagen, mythes en volksverhalen, en vol bewondering voor de manier waarop hij zijn onderzoek in talrijke bijdragen, uitgaven en lezingen naar buiten bracht.
- Frans Drijversprijs (2018), uitgereikt door Vlaanderen Morgen Culturele Vereniging Rotselaar - laudatio dr. juris Paul Peeters